# Эккардштайн, Герман фон
Барон Герман фон Эккардштайн (нем. Hermann von Eckardstein; 5 июля 1864, Силезия — 21 ноября 1936, Гаага) — немецкий политический деятель и дипломат.

## Биография
Поступил в дипломатический корпус в 1888 году, в 1891—1901 годах служил первым секретарём германского посольства в Лондоне. Хотя он никогда не был послом, в качестве первого секретаря выполнял большинство его функций. Ушёл с дипломатической службы в 1907 году.
В начале Первой мировой войны служил в аппарате наследного принца, но вскоре был уволен. После окончания войны стяжал себе популярность своими разоблачениями дипломатических тайн. Эти разоблачения касались прежде всего деятельности дипломатов в германском министерстве иностранных дел, а затем «упущенных» германской дипломатией возможностей заключить союз с Англией в 1899—1902 годах. В свете поражения Германии в Первой мировой войне, которое приписывалось преимущественно Великобритании, полемика фон Эккардштайна была очень болезненно воспринята в Германии. Особое впечатление произвел его рассказ, обильно снабженный копиями официальных документов, о попытках Великобритании, в лице главным образом Джозефа Чемберлена, сначала в 1898 г., а затем в 1900—1901 годах привлечь Германию к заключению союза. Отклонение этих попыток и было, по мнению Эккардштайна, основной причиной возникновения Антанты и даже империалистской войны. В общем сведения фон Эккардштайна были подтверждены последующими публикациями германских и английских официальных документов. Несмотря на субъективную окраску мемуаров фон Эккардштайна, увлекавшегося заманчивостью «пророчеств после событий», а также мстившего за неудачливость своей дипломатической карьеры, его записки и до настоящего времени сохраняют своё значение как крайне интересный источник для изучения вопроса о происхождении англо-германского антагонизма и Первой мировой войны 1914—1918 г.
Как дипломат, больше стремился повысить свой престиж и богатство, чем престиж и богатство своей страны.
Автор нескольких сочинений Memories of King Edward («Личные воспоминания о короле Эдуарде», 1927) и Die Entlassung des Fürsten Bulow , 1931 г.

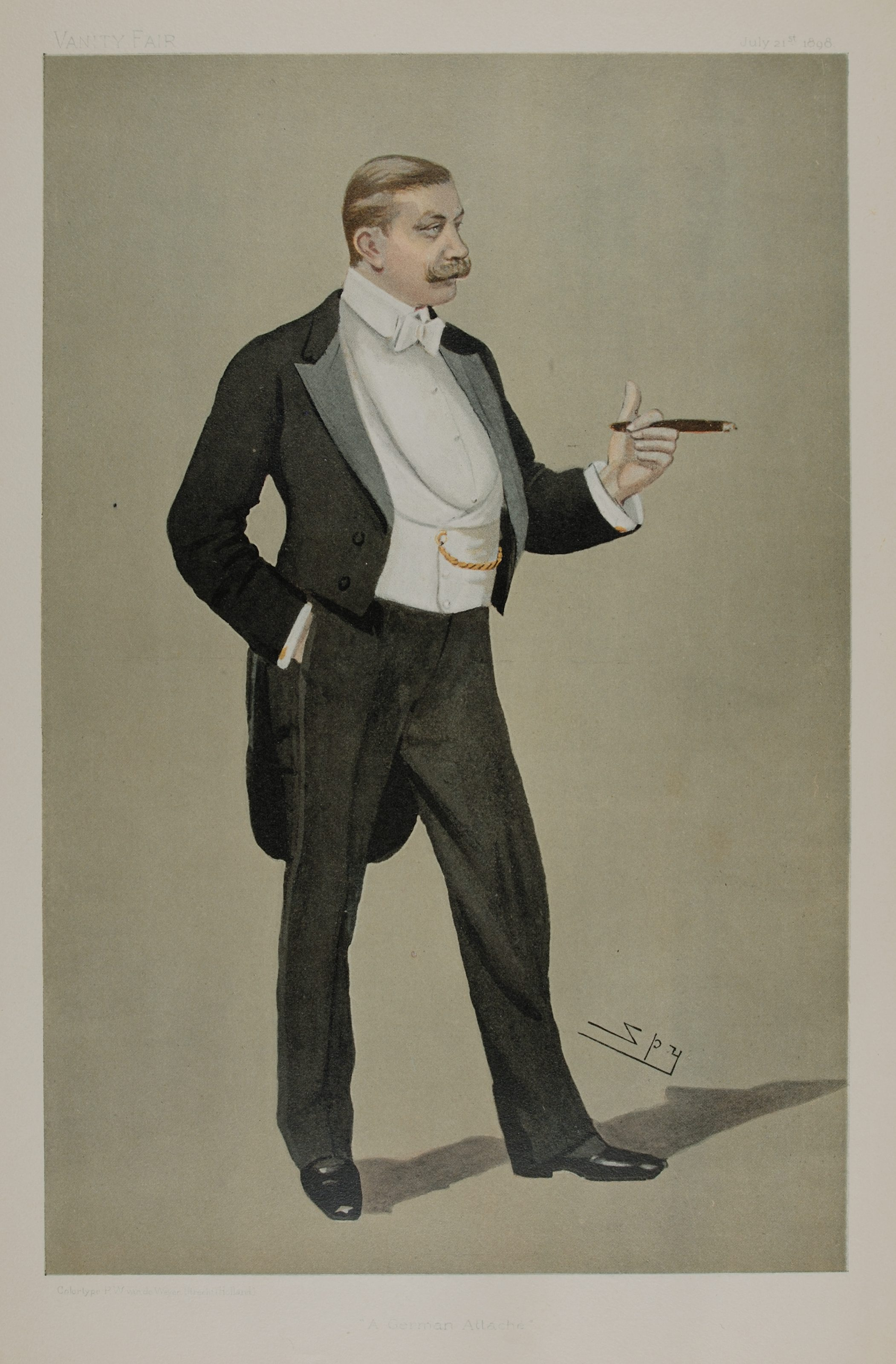
Барон Герман фон Эккардштайн. 1898

## Награды
- Большой крест Чести и Преданности Мальтийского ордена;
- Королевский Викторианский орден (KCVO);
- мекленбургский орден Грифона;
- Орден Дома Гогенцоллернов;
- Орден Красного орла;
- Орден Короны (Пруссия);
- Медаль «В память 100 летия Кайзера Вильгельма I»  (1897).